# 산티아고 라몬 이 카할
산티아고 라몬 이 카할(Santiago Ramón y Cajal; 1852년 5월 1일 – 1934년 10월 17일)은 스페인의 신경과학자, 병리학자, 조직학자로, 신경해부학과 중추신경계를 전문으로 연구했다. 카밀로 골지와 함께 1906년 노벨 생리학·의학상을 수상한 인물이다. 라몬 이 카할은 스페인에서 처음으로 과학 분야에서 노벨상을 수상한 사람이었다. 뇌의 미세 구조에 대한 연구로 현대 신경과학의 선구자라 칭해진다.
그가 그린 뇌 세포의 가지돌기를 설명하는 수백 개의 그림은 20세기 중반부터 교육 및 훈련 목적으로 여전히 사용되고 있다.

## 생애
산티아고 라몬 이 카할은 1852년 5월 1일 스페인 나바라주 페티야 데 아라곤 마을에서 태어났다. 어렸을 때에는 불량하고 반항적이며 반권위주의적이라는 이유로 여러 학교를 전전했다. 이러한 성격을 보여주는 극단적인 예는 11살이던 1863년 직접 만든 대포로 이웃집 울타리를 파괴하여 투옥된 사건이다. 그는 뛰어난 화가이자 예술가, 체조 선수였지만, 그의 아버지는 이러한 재능을 인정하거나 격려하지 않았다 (허나 이러한 예술적 재능은 훗날 카할의 성공에 기여했다). 그의 아버지는 "아들에게 절실히 필요한 규율과 안정감을 주려고" 구두 수선공과 이발사에게 도제로 보냈다.

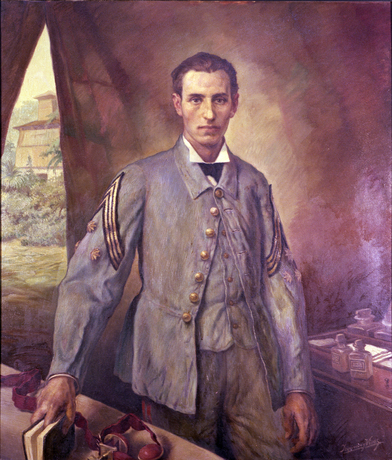
10년 전쟁 당시 쿠바에서 대위였던 라몬 이 카할, 1874년

1868년 여름 동안 아버지는 그를 해부학 연구를 위해 인골을 찾으러 묘지로 데려갔다. 이때 사람의 뼈를 스케치하며 의학연구에 관심을 갖기 시작했다.:207 라몬 이 카할은 그의 아버지가 해부학 교수로 일하던 사라고사 대학교 의과대학에 다녔다. 1873년 21세에 졸업하고 스페인 육군에서 군의관으로 복무했다. 1874년부터 1875년까지 쿠바 원정에 참여했으며, 그곳에서 말라리아와 결핵에 걸렸다. 회복을 돕기 위해 라몬 이 카할은 피레네산맥의 온천 마을인 판티코사에서 시간을 보냈다.
스페인으로 돌아온 후, 1877년 마드리드에서 의학 박사 학위를 받았다. 2년 후에는 사라고사 대학교 해부학 박물관장이 되었고, 실베리아 파냐나스 가르시아와 결혼하여 7명의 딸과 5명의 아들을 두었다. 라몬 이 카할은 1883년 발렌시아 대학교 해부학 교수로 임명될 때까지 사라고사 대학교에서 일했다. 이 두 대학에서의 초기 연구는 염증 병리학, 콜레라 미생물학, 그리고 상피 세포 및 조직 구조에 초점을 맞췄다.

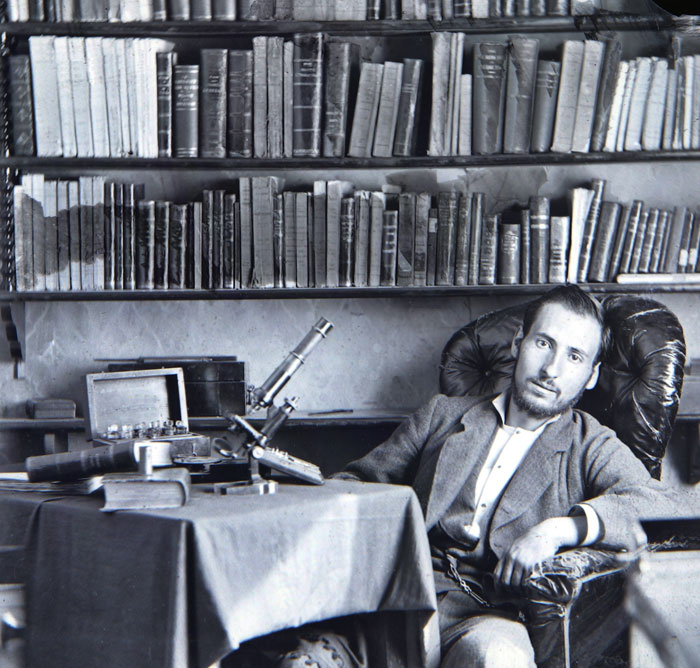
학생 시절 자화상, 1870년대

1887년 라몬 이 카할은 교수직을 위해 바르셀로나로 이주했다. 그곳에서 그는 골지 염색법을 처음으로 알게 되었는데, 이는 중크롬산칼륨과 질산은을 사용하여 몇몇 뉴런을 무작위로 짙은 검은색으로 염색하고 주변 세포는 투명하게 남겨두는 세포 염색 방법이다. 그가 개선한 이 방법은 그의 연구의 핵심이었으며, 뉴런이 너무 촘촘하게 얽혀 있어 표준 현미경 검사가 거의 불가능했던 중추신경계 (뇌와 척수)에 집중할 수 있게 해주었다. 이 기간 동안 그는 많은 종과 뇌의 주요 영역을 다루는 신경 물질에 대한 광범위하고 상세한 그림을 그렸다.

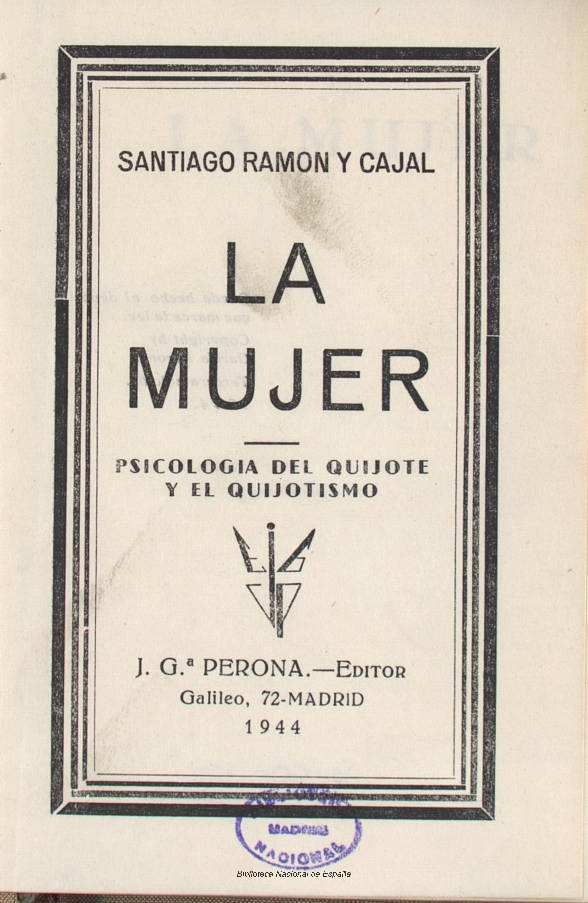
J. 할리 윌리엄스는 카할을 "현미경의 돈키호테"라고 불렀다.

1892년 그는 마드리드 교수가 되었다. 1899년에는 국립위생연구소(Instituto Nacional de Higiene)의 소장이 되었고, 1922년에는 생물학 연구소(Laboratorio de Investigaciones Biológicas)를 설립했으며, 이는 나중에 카할 연구소(Instituto Cajal)로 개명되었다.
그는 1934년 10월 17일, 82세의 나이로 마드리드에서 사망했으며, 심지어 임종 직전까지도 연구를 계속했다.

## 정치적 및 종교적 견해
1877년, 25세의 라몬 이 카할은 프리메이슨 로지에 가입했다.:156 존 브랜데 트렌드는 1965년에 라몬 이 카할이 "정치적으로는 자유주의자였고, 철학적으로는 진화론자였으며, 종교적으로는 불가지론자였다"고 썼다.
그럼에도 불구하고 라몬 이 카할은 "아무런 부끄러움 없이" '영혼'이라는 용어를 사용했다. 그는 나중에 조직화된 종교를 떠난 것을 후회했다고 전해진다.: 343 궁극적으로 그는 스페인 왕립 과학원에서의 첫 강연에서 언급했듯이, 창조주로서의 하느님에 대한 믿음을 확신하게 되었다.

### 정치 이념
재생주의자일 뿐만 아니라 라몬 이 카할은 스페인 국민주의자이자 중앙집권주의자로 여겨지며, 이러한 맥락에서 그는 카탈루냐 내셔널리즘과 바스크 국민주의와 같은 비스페인 국민주의를 분리주의로 묘사한다. 1932년 카탈루냐 자치법을 수용하고 학술 분야에서 대학에서 카탈루냐어로 수업을 진행할 수 있다는 점을 인정함에도 불구하고 그는 편안함을 느끼지 못했다. 그리고 조국의 해체가 가설적으로 다가오자, 1937년 스페인 내전이 한창이던 시기에 가세타 데 멜리야(Gaceta de Melilla)를 통해 그는 "철제 외과의사"의 필요성을 자신의 것으로 받아들이며, 암묵적으로 스페인 제2공화국에 맞서는 국민가톨릭 반군에 자신을 위치시킨다.
 “패배주의자들과 소심한 예언자들이 무슨 말을 하든, 우리 민족의 기세는 쉽게 꺼지지 않는다... 반도의 도덕적 통일을 강제하고, 불협화음과 영적 마찰을 웅장한 교향곡으로 통합해야 한다. 그러나 이를 위해서는 코스타가 말했던 철제 외과의사가 필요하다”

## 발견과 이론

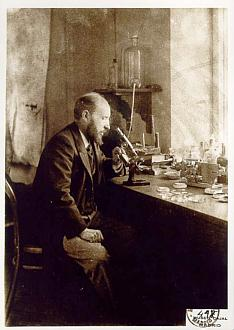
실험실의 라몬 이 카할

라몬 이 카할은 신경해부학에 여러 주요한 기여를 했다. 프레더릭 C. 케년의 발견에 흥분하여 그는 동료 도밍고 산체스 이 산체스와 함께 곤충의 시각 신경계를 탐구했다. 그는 뉴런 유형의 다양성에 놀랐다. 그는 축삭 성장 원뿔을 발견했으며, 신경 세포 사이의 관계가 당시 존재했던 망상 이론에 따른 연속적이거나 단일 시스템이 아니라 오히려 인접해 있다는 것을 실험적으로 보여주었다. 즉, 뉴런들 사이에 틈이 있었다. 이것은 하인리히 발데이어가 "신경원설"이라고 명명할 이론에 대한 결정적인 증거를 제공했으며, 이는 현재 현대 신경과학의 기초로 널리 간주된다. 그는 또한 1894년 왕립 학회에서 "성인 뉴런의 성장 능력과 새로운 연결을 만들 수 있는 힘이 학습을 설명할 수 있다"고 말했기 때문에 일부에게는 최초의 "신경과학자"로 여겨진다. 이 진술은 기억의 시냅스 이론의 기원으로 간주된다.
그는 가지돌기 가시의 존재를 옹호했지만, 이를 전시냅스 세포와의 접촉 부위로 인식하지는 않았다. 그는 신경 세포 기능의 극성화를 지지했고, 그의 학생인 라파엘 로렌테 데 노는 케이블 이론과 신경 구조에 대한 초기 회로 분석을 통해 이러한 입출력 시스템 연구를 계속했다.
신경 구조와 그 연결성을 묘사하고 세포 유형에 대한 상세한 설명을 제공함으로써 그는 자신을 따서 이름 붙여진 새로운 유형의 세포인 카할 간질 세포(ICC)를 발견했다. 이 세포는 창자를 덮고 있는 평활근 내에 삽입된 뉴런들 사이에 층층이 분포되어 있으며, 위창자길을 따라 물질을 이동시키는 느린 수축파를 생성하고 조율하며, 운동 뉴런에서 평활근 세포로의 신경전달을 중개하는 역할을 한다.
1894년 크루니안 강연에서 라몬 이 카할은 (확장된 은유를 통해) 대뇌 피라미드 세포가 나무가 자라고 가지를 뻗듯이 시간이 지남에 따라 더욱 정교해질 수 있다고 제안했다.
그는 통증 완화를 위한 최면 암시와 같은 심리적 현상을 연구했으며, 이를 아내가 출산할 때 돕기 위해 사용했다. 그가 이 주제에 대해 쓴 책은 스페인 내전 중에 소실되었다.
시신경 교차 연구 도중 카할은 신경 섬유의 교차와 시신경로의 교차에 대한 진화적 설명을 제시하는 시각 지도 기반 이론을 개발했다.

## 영예

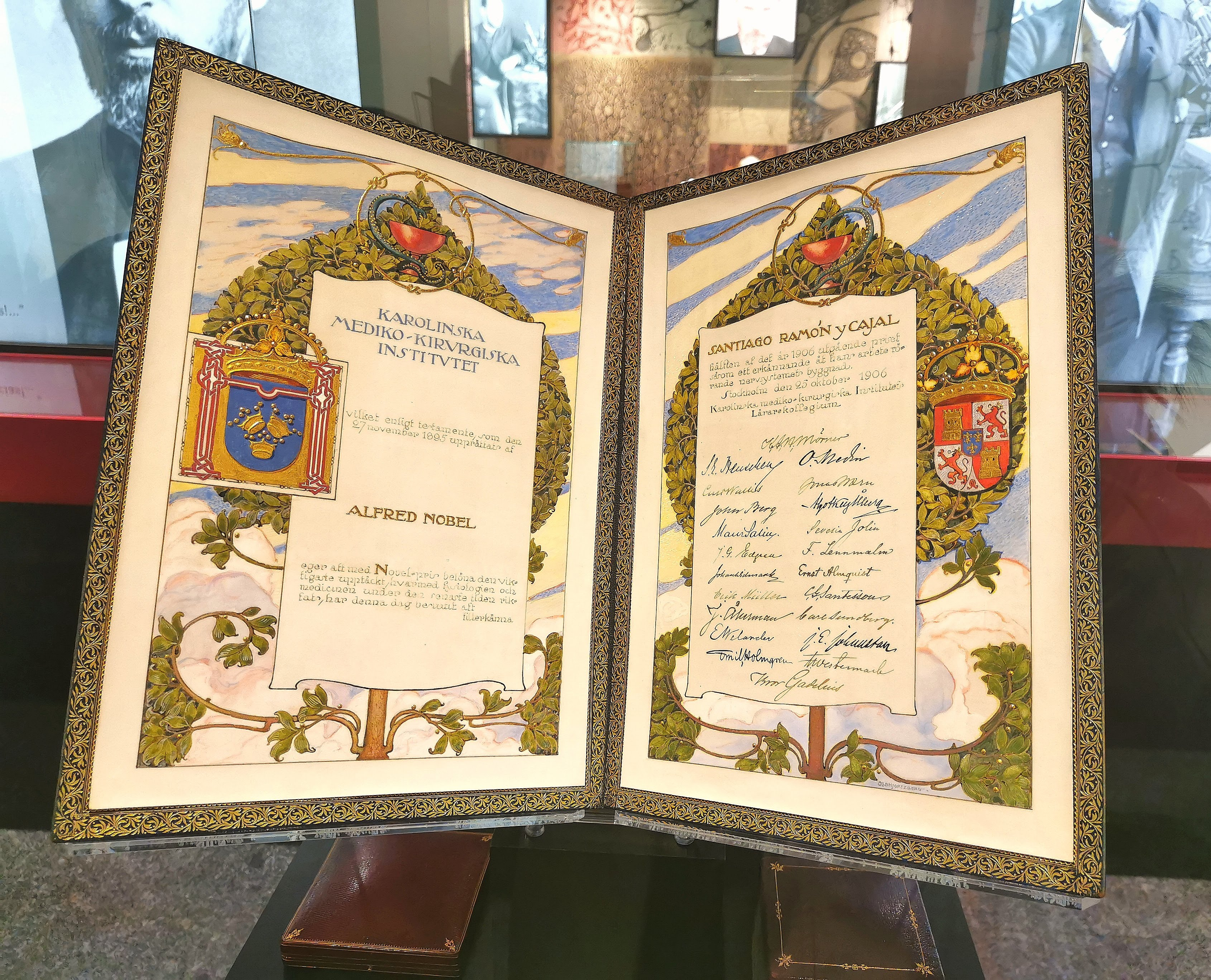
라몬 이 카할의 1906년 노벨상 증서; 국립 자연과학 박물관, 마드리드

라몬 이 카할은 과학 경력 동안 케임브리지 대학교와 뷔르츠부르크 대학교의 명예 의학 박사 학위, 클라크 대학교의 명예 철학박사 학위를 포함하여 수많은 상, 표창, 학회 회원 자격을 받았다. 1905년에 카할은 미국해부학회의 명예 회원으로 지명되었다. 그가 수상한 가장 유명한 상은 1906년 이탈리아 과학자 카밀로 골지와 함께 "신경계 구조에 대한 공로"로 받은 노벨 생리학·의학상이었다. 이는 망상 이론의 열렬한 지지자였던 골지가 뉴런 이론에 대한 라몬 이 카할의 견해에 동의하지 않았기 때문에 논란을 일으켰다. 라몬 이 카할의 연구 이전에 노르웨이 과학자 프리티오프 난센은 특정 해양 생물 연구에서 신경 세포의 인접한 성질을 확립했으나, 라몬 이 카할은 이를 인용하지 않았다. 라몬 이 카할은 미국 미국국립과학원과 미국철학학회의 국제 회원이었다.

## 사회 및 문화 속에서

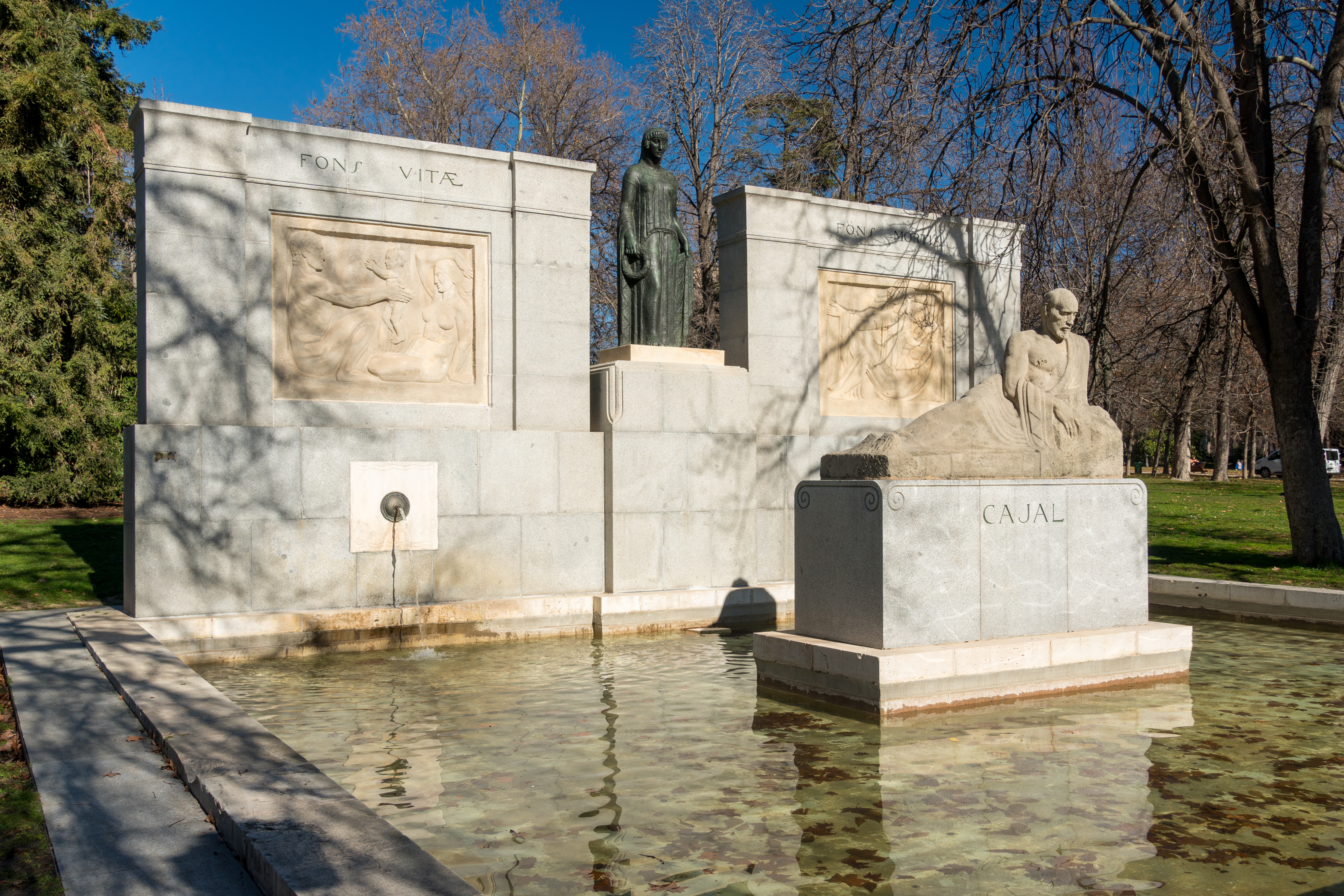
레티로 공원의 기념비

1906년 호아킨 소로야 이 바스티다는 카할의 노벨상 수상을 기념하는 공식 초상화를 그렸다.
카할은 조각가 마리아노 벤유레가 제작한 동상의 모델이 되었으며, 이 동상은 1924년 사라고사 대학교 의과대학 파라닌포 건물에 설치되었다.
1931년 스페인 마드리드에서 기념비가 공개되었다. 이 전신 동상은 높이 3미터(약 10피트)로 좁은 받침대 위에 서 있으며, 칠레 의대생 로렌조 도밍게스에 의해 제작되었다.
1982년 스페인에서 "라몬 이 카할: 의지의 역사(Ramón y Cajal: Historia de una voluntad)"라는 TV 미니 시리즈가 제작되었다.
2003년, 카할의 과학 드로잉 첫 대규모 전시회가 스페인 마드리드에서 열렸다. 이 전시회에는 카할이 제작한 수백 점의 복원된 원본 드로잉, 현미경 슬라이드, 개인 사진이 전시되었다. 함께 발간된 카탈로그 "Santiago Ramon y Cajal (1852–2003) Ciencia y Arte"에는 카할의 드로잉 고품질 복제본과 복원 과정에 대한 사진 에세이가 수록되어 있다. 전시회 큐레이터 및 카탈로그 기여 저자는 다음과 같다: 산티아고 라몬 이 카할 훈케라, 미겔 앙헬 프레이레 마요, 팔로마 에스테반 레알, 파블로 가르시아, 버지니아 G. 마린, 마 크루즈 오수나, 이사벨 아르헤리치 페르난데스, 팔로마 칼레, 마르타 C. 로페라, 리카르도 마르티네스, 필라르 세다노 에스핀, 유제니아 히메노 파스칼, 소니아 토르타하다, 후안 안토니오 사에스 데가노.
2005년, 소행성 117413 라몬이카할은 후안 라크루스에 의해 그를 기려 명명되었다.
2007년, 세베로 오초아와 산티아고 라몬 이 카할의 조각상이 빅토르 오초아에 의해 제작되어 스페인 마드리드의 스페인 국립연구원 중앙 본부에서 공개되었다.
2013년에 문을 연 산티아고 라몬 이 카할 박물관은 스페인 우에스카 아예르베에 위치하며, 카할이 가족과 함께 10년 동안 살았던 어린 시절의 집에 있다.
2014년, 미국 국립보건원은 미국 메릴랜드주 베데스다의 국립보건원 캠퍼스에 위치한 존 포터 신경과학 연구 센터에서 산티아고 라몬 이 카할의 원본 드로잉 상설 전시회를 시작했다. 이 전시회는 NINDS 선임 연구원 제프리 다이아몬드와 NINDS 과학 작가 크리스토퍼 토마스가 주도했으며, 스페인 마드리드의 카할 연구소와 긴밀한 협력을 통해 가능했다. 전시회에는 제프 다이아몬드가 큐레이팅한 현대 미술 작품도 포함되어 있으며, 레베카 카멘과 돈 헌터가 제작했다. 카할의 원본 드로잉에서 영감을 받은 카멘과 헌터의 작품은 카할의 미학을 주제로 표현하며, 존 포터 신경과학 연구 센터에 영구적으로 전시되어 일반에 공개된다. 헌터는 2017-2018년 풀브라이트 에스파냐 시니어 연구 펠로우십을 카할 연구소에 받아 카할에 대한 자신의 창작 프로젝트를 원본 자료를 참고하여 계속 발전시켰다.
카할의 과학 드로잉, 개인 사진, 유화, 파스텔 드로잉 중 일부는 2015년 9월 5일부터 11월 1일까지 터키 이스탄불에서 열린 제14회 이스탄불 비엔날레 '소금물'에 전시되었다.
전시회 "꿈의 생리학: 카할, 탕기, 로르카, 달리..."는 2015년 10월 5일 스페인 사라고사 사라고사 대학교에서 개막하여 2016년 1월 16일에 막을 내렸다. 카할의 작품은 전시회의 중심 주제였으며, 이 전시는 조직학적 그림이 초현실주의에 미친 영향을 탐구했다.
2016년 1월 31일부터 5월 29일까지 카할의 작품은 캘리포니아 대학교 버클리 예술 박물관 및 태평양 영화 기록원의 재개관 전시회 '생명의 건축(Architecture of Life)'에서 전시되었다. 이 전시회의 카탈로그 표지에는 카할의 조롱박 세포 그림이 실렸다.
미국 국립보건원과 스페인 카할 연구소는 2015년 10월 28일과 2017년 5월 24일에 카할을 기리는 공동 심포지엄을 개최했다. 2015년 NIH에서 열린 첫 번째 심포지엄은 "산티아고 라몬 이 카할의 유산을 잇다: 현대 신경과학의 아버지에게 바치는 심포지엄"이라는 제목으로 진행되었다. 기조 연설자인 라파엘 유스테 박사는 라몬 길-카사레스 스페인 대사의 자택에서 열린 환영 행사에서 영예를 안았다. "NIH-CSIC 협력을 위한 새로운 기회"라는 제목의 두 번째 심포지엄은 2017년 카할 연구소에서 개최되었다. 돈 헌터의 카할 인벤토리 예술 프로젝트는 연구소 도서관에서 일반 대중에게 전시되었다. 카할 인벤토리는 45점의 11인치 x 14인치 드로잉으로 구성되어 있으며, 헌터는 원본 자료를 바탕으로 카할의 과학 드로잉을 세부적으로 재현하고, 그의 사진에서 영감을 받은 카할의 초현실적인 초상 드로잉을 제작했다.
2001년부터 매년 스페인 과학부는 다양한 지식 분야의 중견 학자들에게 200개 이상의 박사후 연구원 장학금을 수여하고 있다. 이 장학금은 그의 공헌을 기리기 위해 "아유다스 아 콘트라토스 라몬 이 카할"이라고 불린다.
2017년부터 미국 미네소타주 미니애폴리스의 와이스만 미술관에서 시작된 '아름다운 뇌: 산티아고 라몬 이 카할의 드로잉'이라는 전시회가 북미를 순회했다. 이 전시회는 캐나다 브리티시컬럼비아주 밴쿠버의 브리티시컬럼비아 대학교 모리스 앤 헬렌 벨킨 미술관, 미국 뉴욕주 뉴욕시의 뉴욕 대학교 그레이 미술관, 미국 매사추세츠주 케임브리지의 매사추세츠 공과대학교 MIT 박물관, 그리고 2019년 4월 미국 노스캐롤라이나주 채플힐의 애클랜드 미술관에서 막을 내렸다. 전시회와 함께 에이브럼스, 뉴욕에서 출판된 '아름다운 뇌'라는 책이 출간되었다.
2019년 동안 스페인 사라고사의 사라고사 대학교는 '산티아고 라몬 이 카할: 사라고사 대학교에서의 150년'이라는 제목의 카할 전시회를 개최했다. 이 전시회에는 같은 제목의 카탈로그가 함께 발간되었다. 전시회는 2019년 10월에 개막하여 2019년 12월 말에 폐막했다.
REDES의 짧은 다큐멘터리는 유튜브에서 시청할 수 있다.
2020년 11월 19일부터 2021년 12월 5일까지 스페인 마드리드의 국립 자연과학 박물관에서는 스페인 마드리드 카할 연구소의 레가도 카할(Legado Cajal) 소장품에서 가져온 카할의 과학 드로잉, 사진, 과학 장비 및 개인 소지품을 전시하는 특별전이 열렸다.
2020년, 6개국에서 75명 이상의 자원봉사자들이 카할 자수 프로젝트의 일환으로 협력하여 라몬 이 카할의 이미지를 담은 81개의 복잡하고 정교한 손자수 패널을 만들었다. 이 패널들은 에든버러 신경과학(Edinburgh Neuroscience)이 큐레이팅하여 가상 FENS 2020 포럼에 전시되었고, 2021년에는 란셋 신경학(The Lancet Neurology)의 표지에 실렸다.
2017년, 유네스코(유엔 교육 과학 문화 기구)는 카할의 유산(1945년부터 1989년까지 박물관에 보관되어 있었음)을 세계 유산 보물로 인정했다. 이 문화적 보물이 카할뿐만 아니라 그의 제자들의 유산까지 보여주는 전용 박물관을 받을 자격이 있다는 점을 인식하여, 라몬 이 카할의 발견과 신경과학에 미친 영향을 기념하고 축하하기 위한 전용 박물관 설립을 요구하는 목소리가 높아지고 있다.
프로젝트 엔세팔론(Project Encephalon)은 2021년 5월 1일부터 5월 7일까지 카할 주간을 조직하여 그의 169번째 생일을 축하했다.
2022년에는 벤저민 얼릭이 쓴 영어 전기인 '스스로를 찾는 뇌(The Brain In Search Of Itself)'가 출판되었다.

## 출판물
그는 스페인어, 프랑스어, 독일어로 100편 이상의 과학 논문과 기사를 발표했다. 그의 저서 중 일부는 다음과 같다.
- 과학 연구에 대한 규칙과 조언
- 조직학
- 신경계의 퇴화와 재생
- 정상 조직학 및 미세 사진 기술 매뉴얼
- 조직학의 요소

그의 저서 목록은 다음과 같다.
- Ramón y Cajal, Santiago (1905) [1890]. 《Manual de Anatomia Patológica General (Handbook of general Anatomical Pathology)》 (스페인어) four판.
- Ramón y Cajal, Santiago; Richard Greeff (1894). 《Die Retina der Wirbelthiere: Untersuchungen mit der Golgi-cajal'schen Chromsilbermethode und der ehrlich'schen Methylenblaufärbung (Retina of vertebrates)》 (독일어). Bergmann.
- Ramón y Cajal, Santiago; L. Azoulay (1894). 《Les nouvelles idées sur la structure du système nerveux chez l'homme et chez les vertébrés (New ideas on the fine anatomy of the nerve centres)》 (프랑스어). C. Reinwald.
- Ramón y Cajal, Santiago; Johannes Bresler; E. Mendel (1896). 《Beitrag zum Studium der Medulla Oblongata: Des Kleinhirns und des Ursprungs der Gehirnnerven》 (독일어). Verlag von Johann Ambrosius Barth.
- Ramón y Cajal, Santiago (1898). 《Estructura del quiasma óptico y teoría general de los entrecruzamientos de las vías nerviosas. (Structure of the Chiasma opticum and general theory of the crossing of nerve tracks)》 [Die Structur des Chiasma opticum nebst einer allgemeine Theorie der Kreuzung der Nervenbahnen (German, 1899, Verlag Joh. A. Barth)]. 《Rev. Trim. Micrográfica》 (스페인어) 3. 15–65쪽.
- Ramón y Cajal, Santiago (1899). 《Comparative study of the sensory areas of the human cortex》 (영어). Clark University. 85쪽.
- Ramón y Cajal, Santiago (1899–1904). 《Textura del sistema nervioso del hombre y los vertebrados.》 (스페인어). Madrid. ISBN 978-84-340-1723-8.
  - —— (1909). 《Histologie du système nerveux de l'homme & des vertébrés》 (프랑스어)  – Internet Archive 경유.
  - —— (2002년 10월 14일). 《Texture of the Nervous System of Man and the Vertebrates》. Springer. ISBN 978-3-211-83202-8.
- Ramón y Cajal, Santiago (1906). 《Studien über die Hirnrinde des Menschen v.5 (Studies about the meninges of man)》 (독일어). Johann Ambrosius Barth.
- Ramón y Cajal, Santiago (1999) [1897]. 《Advice for a Young Investigator》. Translated by Neely Swanson and Larry W. Swanson. Cambridge: MIT 프레스. ISBN 0-262-68150-1.
- Ramón y Cajal, Santiago; Domingo Sánchez y Sánchez (1915). 《Contribución al conocimiento de los centros nerviosos de los insectos》 (스페인어). Madrid: Imprenta de Hijos de Nicolas Moya.
- Ramón y Cajal, Santiago (1937). 《Recuerdos de mi Vida》 (스페인어). Cambridge: MIT 프레스. ISBN 84-206-2290-7.

1905년, 그는 "닥터 박테리아"라는 필명으로 "휴가 이야기"라는 과학 소설 다섯 편을 출판했다.

## 그림 갤러리

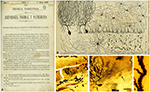
카할의 첫 신경계 그림 (1888). (A) 논문 첫 페이지. (B) 암탉의 소뇌 뇌이랑의 수직 단면. (C) 성인 새의 소뇌. (D) (C)를 확대한 조롱박 세포 모습. (E) 조롱박 세포의 가지돌기.
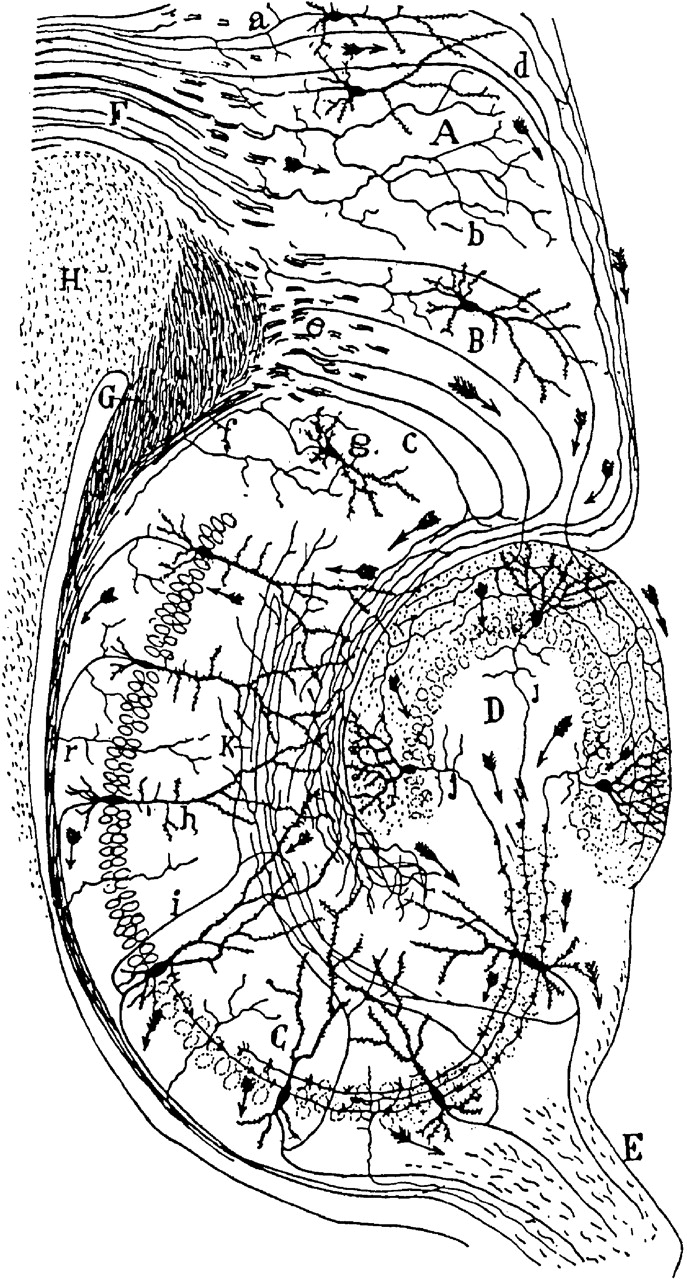
설치류 해마체 신경 회로도. Histologie du Système Nerveux de l'Homme et des Vertébrés, Vol. 1 and 2. A. Maloine. Paris. 1911
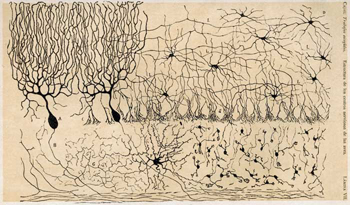
병아리 소뇌 세포 그림, "Estructura de los centros nerviosos de las aves" (마드리드, 1905)
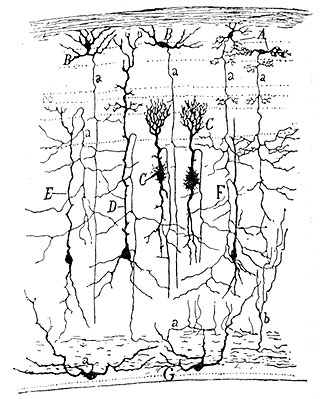
참새 시개 단면 그림, "Estructura de los centros nerviosos de las aves" (마드리드, 1905)
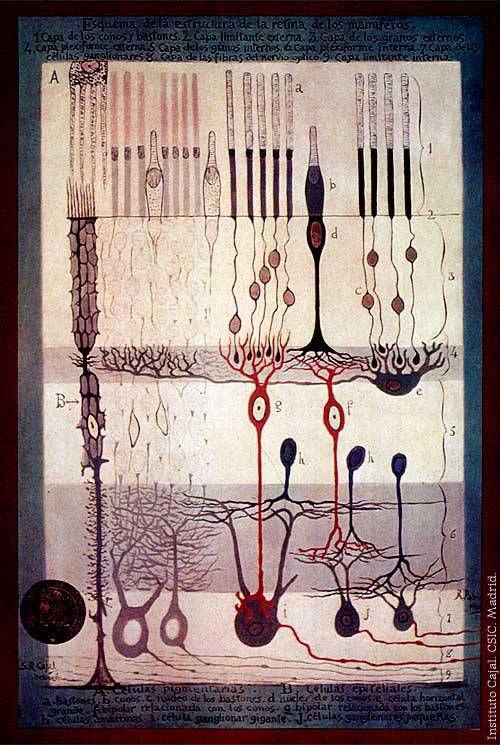
"포유류 망막의 구조" (마드리드, 1900)
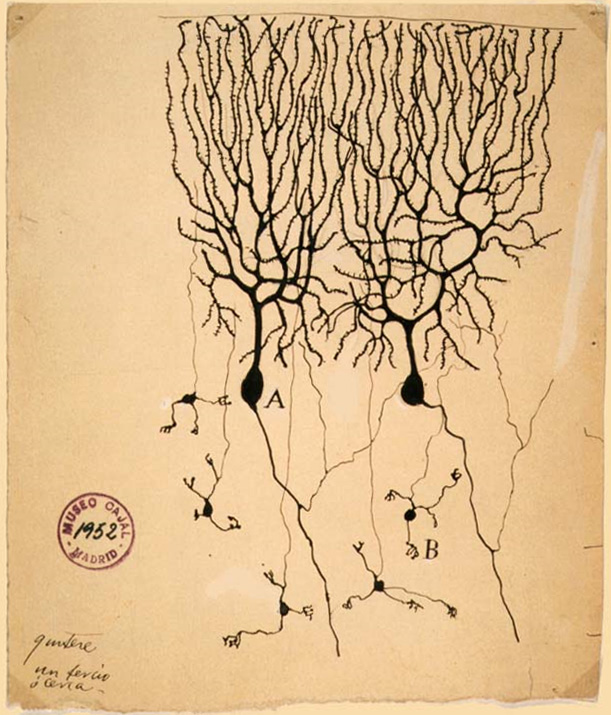
산티아고 라몬 이 카할이 1899년에 그린 비둘기 소뇌의 조롱박 세포(A)와 과립 세포(B). 스페인 마드리드 산티아고 라몬 이 카할 연구소.
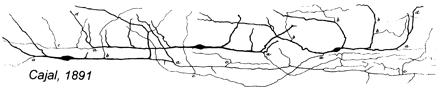
카할-레치우스 세포 그림, 1891년
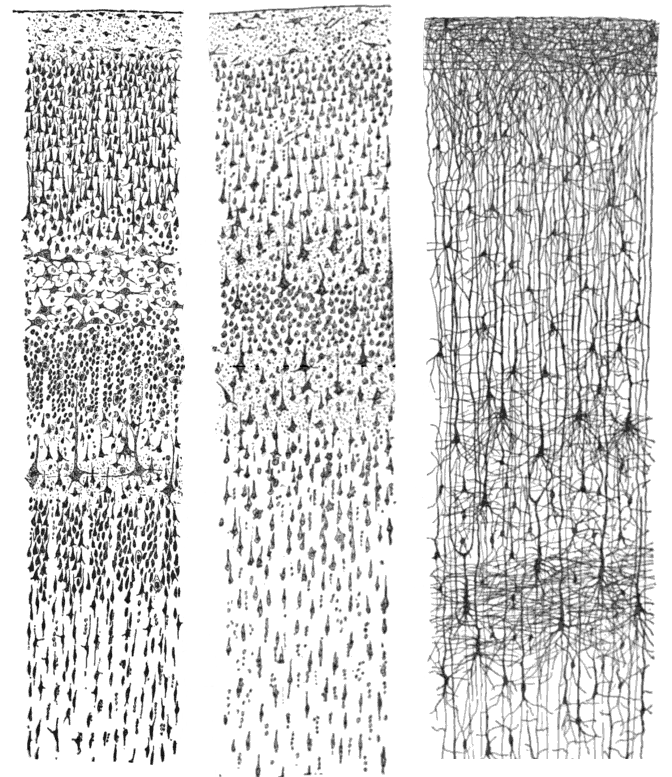
1899년에 그려진 "인간 피질의 감각 영역 비교 연구" 책에서 가져옴
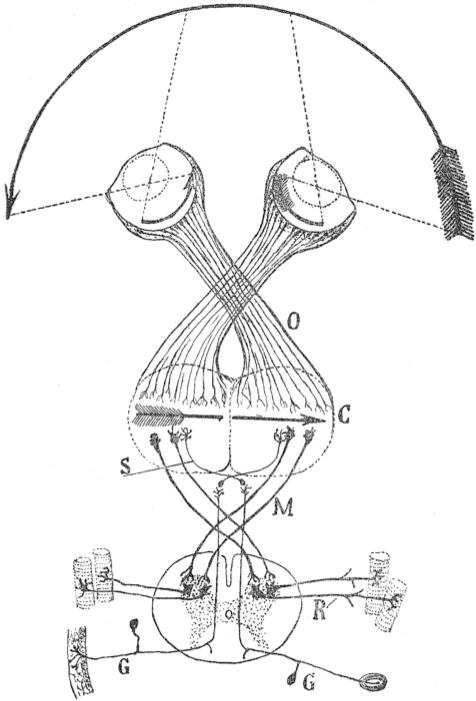
시각 지도 이론의 개요 (1898). O=시신경 교차; C=시각 (및 운동) 피질; M, S=교차 경로; R, G: 감각 신경, 운동 신경절.
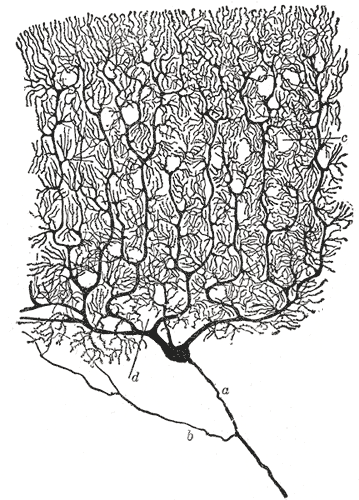
인간 소뇌의 조롱박 세포. 골지 염색법. -a, 축삭; b, 되돌이 곁가지; c와 d, 별세포를 위한 가지돌기 분지 공간, 산티아고 라몬 이 카할. (참조[68]의 그림 9 참조)

## 같이 보기
- 병리학자 목록

## 내용주
1. 1 2  “Santiago Ramón y Cajal: The Nobel Prize in Physiology or Medicine 1906”. 《NobelPrize.org》 (미국 영어). 2020년 6월 25일에 확인함.
2. 1 2 3  《A Mind for Numbers》. Tarcher Penguin. 2014. 193쪽. ISBN 978-0-399-16524-5.
3. ↑  “The Nobel Prize in Physiology or Medicine 1906”. 《NobelPrize.org》.
4. ↑  “History of Neuroscience”. Society for Neuroscience. 2008년 5월 15일에 원본 문서에서 보존된 문서. 2008년 10월 9일에 확인함.
5. ↑  Santiago Ramón y Cajal, Recuerdos de mi Vida Volume I, Chapter X, Madrid Imprenta y Librería de N. Moya, Madrid 1917, online at Instituto Cervantes (Spanish)
6. 1 2 3 4  Finger, Stanley (2000). 〈Chapter 13: Santiago Ramón y Cajal. From nerve nets to neuron doctrine〉. 《Minds behind the brain: A history of the pioneers and their discoveries.》. New York: Oxford University Press. 197–216쪽. ISBN 0-19-508571-X.
7. 1 2 3 4 5 6 7 8 9  산티아고 라몬 이 카할 - Nobelprize.org , accessed 2020년 4월 29일
8. ↑  Ramón y Cajal, Santiago (1917). “Recuerdos de mi vida. Volume I: Mi infancia y juventud. Chapter XXVII.”. 《Centro Virtual Cervantes cvc.cervantes.es》 (스페인어). 2024년 7월 20일에 확인함.
9. ↑  “Santiago Ramón y Cajal | Spanish histologist”. 《Encyclopedia Britannica》 (영어). 2020년 6월 25일에 확인함.
10. ↑  Ramón y Cajal, Santiago (1917). “Recuerdos de mi vida. Volume II: Historia de mi labor científica, Chapter II”. 《Centro Virtual Cervantes cvc.cervantes.es》 (스페인어). 2024년 7월 20일에 확인함.
11. ↑  Newman, Eric (2017). 《The beautiful brain : the drawings of Santiago Ramón y Cajal》. New York: Abrams. ISBN 978-1-4197-2227-1. OCLC 938991305.
12. ↑  https://nah.sen.es/vmfiles/abstract/NAHV3N42015154_165EN.pdf apud Ref 14 Williams H. Don Quixote of the microscope: an
interpretation of the Spanish savant Santiago Ramón y Cajal
(1852-1934). Londres: Jonathan Cape; 1954
13. ↑  Sherrington, C. S. (1935). 《Santiago Ramón y Cajal. 1852–1934》. 《Obituary Notices of Fellows of the Royal Society》 1. 424–441쪽. doi:10.1098/rsbm.1935.0007.
14. ↑  Yuste, Rafael (2015년 4월 21일). 《The discovery of dendritic spines by Ramón y Cajal》. 《Frontiers in Neuroanatomy》 9. 18쪽. doi:10.3389/fnana.2015.00018. PMC 4404913. PMID 25954162.
15. 1 2  José María López Piñero, "Santiago Ramón y Cajal", Universita de València
16. ↑  John Brande Trend (1965). 《The Origins of Modern Spain》. Russell & Russell. 82쪽. Ramón y Cajal was a liberal in politics, an evolutionist in philosophy, an agnostic in religion...
17. ↑  Carolyn Sattin-Bajaj (2010).  Marcelo Suarez-Orozco, 편집. 《Educating the Whole Child for the Whole World: The Ross School Model and Education for the Global Era》. NYU Press. 165쪽. ISBN 978-0-8147-4140-5. In that sense, it was interesting to learn that Santiago Ramón y Cajal, the great pioneer of modern neuroanatomy, was agnostic, but still used the term soul without any shame.
18. ↑  DISCURSO DEL SR. D. SANTIAGO RAMÓN Y CAJALTEMA: FUNDAMENTOS RACIONALES Y CONDICIONES TÉCNICAS DE LAINVESTIGACIÓN BIOLÓGICA Sesquicentenario de Santiago Ramon y Cajal, 23 pages, p. 39-40: Y a los que te dicen que la Ciencia apaga toda poesía, secando las fuentes del sentimiento y el ansia de misterio que late en el fondo del alma humana, contéstales que á la vana poesía del vulgo, basada en una noción errónea del Universo, noción tan mezquina como pueril, tú sustituyes otra mucho más grandiosa y sublime, que es la poesía de la verdad, la incomparable belleza de la obra de Dios y de las leyes eternas por Él establecidas. Él acierta exclusivamente a comprender algo de ese lenguaje misterioso que Dios ha escrito en los fenómenos de la Naturaleza; y a él solamente le ha sido dado desentrañar la maravillosa obra de la Creación para rendir a la Divinidad uno de los cultos más gratos y aceptos a un Supremo entendimiento, el de estudiar sus portentosas obras, para en ellas y por ellas conocerle, admirarle y reverenciarle. [English Translation: P. 39-40: To those who tell you that Science quenches all poetry, drying up the sources of feeling and the longing for the mystery that pulses in the depths of the human soul, tell them that in the vain poetry of the people, based on an erroneous notion of Universe, as petty as it is puerile, you substitute a much more grandiose and sublime one, which is the poetry of truth, the incomparable beauty of the work of God and the eternal laws established by him. He is only able to understand something of that mysterious language that God has written in the phenomena of Nature; And he has only been able to unravel the wonderful work of Creation to render to the Divinity one of the most grateful and accepted cults to a supreme understanding, to study his portentous works, for them and for them to know, to admire and to revere him ]
19. ↑  “Las creencias de Darwin y Cajal | Amigos de Serrablo”. Serrablo.org. 2009년 3월 31일. 2015년 3월 15일에 확인함.
20. ↑  Alonso Peñ, José Ramón; De Carlos Segovia, Juan Andrés. CAJAL: UN GRITO POR LA CIENCIA (en castellà). Next Door Publishers S.L., 30-10-2018, p. 122-131. ISBN 978-84-947810-9-4
21. 1 2  SALVADOR, Julio Salvador. Santiago Ramón y Cajal, 85 años después de su muerte. Apuntes sobre su última obra literaria. Razón y fe, 2020, 281.1443: 43-54.
22. ↑  Chittka, Lars (2022). 《The Mind of a Bee》. Princeton & Oxford: Princeton University Press. 150쪽.
23. ↑  Higgins, Edmund S. (2018년 2월 16일). 《The neuroscience of clinical psychiatry : the pathophysiology of behavior and mental illness》. George, Mark S. (Mark Stork), 1958– Thi판. Philadelphia. ISBN 978-1-4963-7202-4. OCLC 1048335337.
24. ↑  “Santiago Ramón y Cajal: biografía del médico español más célebre”. medsalud.com. 2019년 9월 18일. 2019년 9월 19일에 확인함.
25. ↑  “FANZCA part I notes on the Autonomic Nervous System”. Anaesthetist.com. 2015년 3월 15일에 확인함.
26. ↑  Ramón y Cajal, Santiago (1894년 12월 31일). 《The Croonian lecture.—La fine structure des centres nerveux》. 《Proceedings of the Royal Society of London》 55. 444–468쪽. doi:10.1098/rspl.1894.0063. ISSN 0370-1662.
27. ↑  López-Muñoz, F; Rubio, G; Molina, JD; García-García, P; Álamo, C; Santo Domingo, J (2007). 《Cajal y la psiquiatría biológica: actividades profesionales y trabajos científicos de Cajal en el campo de la psiquiatría》. 《Arch Psiquiatr》 (스페인어) 70. 83–114쪽. ISSN 1576-0367. 2017년 9월 16일에 원본 문서에서 보존된 문서.
28. ↑  Ramón y Cajal, Santiago (1898). 《Estructura del quiasma óptico y teoría general de los entrecruzamientos de las vías nerviosas. (Structure of the Chiasma opticum and general theory of the crossing of nerve tracks)》 [Die Structur des Chiasma opticum nebst einer allgemeine Theorie der Kreuzung der Nervenbahnen (German, 1899, Verlag Joh. A. Barth)]. 《Rev. Trim. Micrográfica》 (스페인어) 3. 15–65쪽.
29. ↑  Mora, Carla; Velásquez, Carlos; Martino, Juan (2019년 9월 1일). 《The neural pathway midline crossing theory: a historical analysis of Santiago Rámon y Cajal's contribution on cerebral localization and on contralateral forebrain organization》. 《Neurosurgical Focus》 (미국 영어) 47. E10쪽. doi:10.3171/2019.6.FOCUS19341. ISSN 1092-0684. PMID 31473669.
30. ↑  Pauly, John Edward; Basmajian, John V.; Christensen, A. Kent; Jollie, William P.; Kelly, Douglas E., 편집. (1987). 《The American Association of Anatomists, 1888-1987: essays on the history of anatomy in America and a report on the membership: past and present》. Baltimore: Williams & Wilkins. ISBN 978-0-683-06800-9.
31. ↑  “The Nobel Prize in Physiology or Medicine 1906”. 《NobelPrize.org》 (미국 영어). 2020년 4월 30일에 확인함.
32. ↑  J. S. Edwards & R. Huntford (1998). 《Fridtjof Nansen: from the neuron to the North Polar Sea》. 《Endeavour》 22. 76–80쪽. doi:10.1016/s0160-9327(98)01118-1. PMID 9719772.
33. ↑  “Santiago Ramon y Cajal”. 《www.nasonline.org》. 2023년 6월 27일에 확인함.
34. ↑  “APS Member History”. 《search.amphilsoc.org》. 2023년 6월 27일에 확인함.
35. ↑  “Portrait of Santiago Ramon y Cajal (1852-1934) 1906 by Joaquin Sorolla y Bastida | Oil Painting | joaquin-sorolla-y-bastida.org”. 《www.joaquin-sorolla-y-bastida.org》. 2021년 5월 22일에 확인함.
36. ↑  Giménez Roldan, S. (2019년 1월 1일). 《Monuments to Cajal in Madrid, Spain: Rejection of public tributes》. 《레뷰 뉴롤로지크》 (영어) 175. 2–10쪽. doi:10.1016/j.neurol.2018.02.086. ISSN 0035-3787. PMID 30314743. S2CID 196532722.
37. ↑  《Ramón y Cajal: Historia de una voluntad: Capítulo 1- Infancia y adolescencia | RTVE Archivo》 (영어), 2019년 11월 14일, 2021년 5월 22일에 확인함
38. ↑  Ramon Y Cajal, Santiago (2003). 《Santiago Ramon Y Cajal (1852–2003)》. La Casa Encendida, Madrid, Spain. ISBN 8495321467.
39. ↑  “Severo Ochoa y Ramón y Cajal, Monumento a” (스페인어). 2021년 5월 22일에 확인함.
40. ↑  “Centro de Interpretación Ramón y Cajal de Ayerbe”. 《Ayuntamiento de Ayerbe: guía de servicios, agenda, información municipal》 (스페인어). 2021년 5월 22일에 확인함.
41. ↑  “Santiago Ramón y Cajal Exhibit – history – Office of NIH History and Stetten Museum”. 《history.nih.gov》. 2020년 5월 9일에 원본 문서에서 보존된 문서. 2021년 5월 23일에 확인함.
42. ↑  Aggie, Mika (2017년 8월 13일). “Reimagining Neuroscience's Finest Works of Art”. 《The Scientist Magazine®》 (영어). 2021년 5월 22일에 확인함.
43. ↑  “Home | Fulbright Scholar Program”. 《cies.org》. 2021년 5월 22일에 확인함.
44. ↑  “Dawn Hunter | Fulbright Scholar Program”. 《cies.org》. 2021년 5월 22일에 확인함.
45. ↑  Hunter, Dawn (2017년 11월 14일). “Drawn To, Drawn From Experience”. 《Circulating Now from NLM》 (미국 영어). 2021년 5월 22일에 확인함.
46. ↑  Hunter, Dawn (2018년 10월 2일). “Communing and Giggling with Cajal”. 《Circulating Now from NLM》 (미국 영어). 2021년 5월 22일에 확인함.
47. ↑  《Tuzlu su: düşünce biçimleri üzerine bir teori = Saltwater: a theory of thought forms》. 캐롤라인 크리스토프 바카르지예프, 쉬레야 에브렌, 세이다 아카슈 카바다이, 이스탄불 문화 예술 재단 2. Baski =판. Istanbul, Turkey. 2015. ISBN 978-605-5275-25-9. OCLC 933300635.
48. ↑  《Fisiología de los sueños : Cajal, Tanguy, Lorca, Dalí...》. María García Soria, Jaime Brihuega, Universidad de Zaragoza. [Zaragoza]. 2015. ISBN 978-84-16515-15-8. OCLC 932125022.
49. ↑  《Architecture of life》. Berkeley Art Museum and Pacific Film Archive. Berkeley, California. 2016. ISBN 978-0-9838813-1-5. OCLC 919068285.
50. ↑  “Bridging the Legacy of Santiago Ramón y Cajal”. 《미국 국립신경질환뇌졸중연구소》. 2017년 7월 5일에 원본 문서에서 보존된 문서. 2021년 5월 22일에 확인함.
51. ↑  García, Carmen (2018년 2월 6일). “¿Quién recibe las Ayudas Ramón y Cajal?”. 《elEconomista.es》 (스페인어). 2023년 1월 28일에 확인함.
52. ↑  “The Beautiful Brain: The Drawings of Santiago Ramón y Cajal”. 《Morris and Helen Belkin Art Gallery》 (캐나다 영어). 2021년 5월 22일에 확인함.
53. ↑  “The Beautiful Brain: The Drawings of Santiago Ramón y Cajal”. 《Grey Art Gallery》 (미국 영어). 2016년 5월 24일. 2021년 5월 22일에 확인함.
54. ↑  Saltz, Jerry (2018년 3월 13일). “This Nobel Laureate in Medicine Belongs Next to Michelangelo As a Draftsman”. 《Vulture》 (미국 영어). 2021년 5월 22일에 확인함.
55. ↑  Smith, Roberta (2018년 1월 18일). “A Deep Dive Into the Brain, Hand-Drawn by the Father of Neuroscience”. 《더 뉴욕 타임스》 (미국 영어). ISSN 0362-4331. 2021년 5월 22일에 확인함.
56. ↑  MIT (2018). “Beautiful Brain”.
57. ↑  Beautiful Brain: The Drawings of Santiago Ramón y Cajal The Weisman Art Museum, retrieved 9 August 2017
58. ↑  《The beautiful brain : the drawings of Santiago Ramón y Cajal》. Eric A. Newman, Alfonso Araque, Janet M. Dubinsky, Larry W. Swanson, Lyndel Saunders King, Eric Himmel. New York. 2017. ISBN 978-1-4197-2227-1. OCLC 938991305.
59. ↑  《Santiago Ramón y Cajal : 150 años en la Universidad de Zaragoza : Paraninfo Universidad de Zaragoza, del 7 de octubre de 2019 al 11 de enero de 2020》. Alberto J. Schuhmacher, José María. Serrano Sanz, María del Valle García Soria. Zaragoza: Prensas de la Universidad de Zaragoza, Vicerrectorado de Cultura y Proyección Social. 2019. ISBN 978-84-17873-98-1. OCLC 1138073534.
60. ↑  Documental sobre Santiago Ramón y Cajal en Redes YouTube, 34 min, Sep 22, 2012. (Spanish)
61. ↑  《El CSIC exhibe parte del Legado Cajal en una exposición en el Museo Nacional de Ciencias Naturales》 (영어), 2020년 11월 20일, 2021년 12월 12일에 원본 문서에서 보존된 문서, 2021년 5월 22일에 확인함
62. ↑  Mehta, Arpan R; Abbott, Catherine M; Chandran, Siddharthan; Haley, Jane E (December 2020). 《The Cajal Embroidery Project: celebrating neuroscience》. 《The Lancet Neurology》 (영어) 19. 979쪽. doi:10.1016/S1474-4422(20)30348-3. PMC 7116532. PMID 32949529.
63. ↑  DeFelipe, Javier; De Carlos, Juan A; Mehta, Arpan R (January 2021). 《A museum for Cajal's Legacy》. 《The Lancet Neurology》 (영어) 20. 25쪽. doi:10.1016/S1474-4422(20)30444-0. PMC 7116571. PMID 33340480.
64. ↑  “Cajal Week”. Project Encephalon. 2021년 4월 21일에 확인함.
65. ↑  Ehrlich, Benjamin (2022). 《The Brain In Search Of Itself》 (영어). New York: Farrar, Straus and Giroux. ISBN 9780374110376.
66. ↑  Otis, Laura (2007년 3월 11일). “Dr. Bacteria”. 《LabLit.com/article/226; Published 11 March 2007》.
67. ↑  Ramón y Cajal, Santiago (1906). 《Vacation stories: five science fiction tales》. 번역 Otis, Laura. Urbana: University of Illinois Press. ISBN 978-0-252-02655-3.
68. ↑  Santiago Ramón y Cajal, "Texture of the Nervous System of Man and the Vertebrates, Volume 1" Originally published by Springer-Verlag Wien New York in 1999

## 더 읽어보기
- 윌킨슨, 알렉, "뇌의 '완전한 어둠'을 밝히다" (벤저민 얼릭, The Brain in Search of Itself: Santiago Ramón y Cajal and the Story of the Neuron, Farrar, Straus and Giroux, 2023, 447쪽; 티모시 J. 요르겐센, Spark: The Life of Electricity and the Electricity of Life, Princeton University Press, 2021, 436쪽 리뷰), 뉴욕 리뷰 오브 북스, vol. LXX, no. 2 (2023년 2월 9일), pp. 32, 34–35.